# Chańki (Białoruś)
Chańki (biał. Ханькі, Chańki; ros. Ханьки, Chańki) – wieś na Białorusi, w obwodzie brzeskim, w rejonie żabineckim, w sielsowiecie Krzywlany.

## Historia
W XIX i w początkach XX w. wieś i folwark położone w Rosji, w guberni grodzieńskiej, w powiecie prużańskim, w gminie Murawiewskiej.
W dwudziestoleciu międzywojennym leżały w Polsce, w województwie poleskim, w powiecie kobryńskim, do 18 kwietnia 1928 w gminie Matiasy, następnie w gminie Żabinka. W 1921 miejscowość liczyła 68 mieszkańców, zamieszkałych w 11 budynkach, wyłącznie Polaków wyznania prawosławnego.
Po II wojnie światowej w granicach Związku Sowieckiego. Od 1991 w niepodległej Białorusi.